# Chrysops violovitshi
Chrysops violovitshi är en tvåvingeart som beskrevs av Boris P. Zakharov 1990. Chrysops violovitshi ingår i släktet Chrysops och familjen bromsar. Inga underarter finns listade i Catalogue of Life.